# Чаша жизни (сборник рассказов)
«Чаша жизни» — сборник рассказов И. А. Бунина, опубликованный впервые в Москве в 1915 году, издательством «Кн-во писателей в Москве», а затем переизданный в Париже в 1922 году издательством «Русская земля».
В сборник вошли произведения писателя, написанные накануне Первой мировой войны в России, пронизанные представлениями писателя о трагизме жизни мира, об обреченности и братоубийственном характере цивилизации.

## Содержание сборника
- Чаша жизни[1]
- Братья
- При дороге
- Весенний вечер
- Святочный рассказ
- Пыль
- Стихотворения

## Интересные факты
Один из изданных в Париже сборников «Чаша жизни» был подарен И. А. Буниным генералу А. И. Деникину с собственноручной надписью при личной встрече, очевидно, в конце мая 1922 года, когда генерал оказался во Франции проездом в Венгрию. Текст надписи: «Антону Ивановичу Деникину в память прекраснейшего дня моей жизни −25 сент. 1919 г. в Одессе — когда я не раздумывая с радостью умер бы за Него. Ив. Бунин. Париж, 1922 г.».